# Trichophorum pumilum
Trichophorum pumilum là loài thực vật có hoa trong họ Cói. Loài này được (Vahl) Schinz & Thell. miêu tả khoa học đầu tiên năm 1921.